# Філіпп Коллін
Філіпп Коллін (13 липня 1946) — бельгійський хокеїст на траві.
Учасник Олімпійських Ігор 1972 року.